# Mal'aria
Mal'aria è una miniserie televisiva in due puntate andata in onda in prima visione i giorni 14 e 15 aprile nel 2009 su Rai 1, e più volte replicata su Rai Premium.
È liberamente tratta dal romanzo omonimo di Eraldo Baldini.

## Trama
Nel 1900 una ricca coppia, durante una cavalcata in una pineta del Ravennate, trova un bambino accanto ad una donna morta presumibilmente di malaria e decide di crescerlo come il proprio figlio. Il bambino, in stato di shock, ricorda solo il proprio nome, Carlo, che accompagnerà al cognome adottivo Rambelli.
Venticinque anni dopo Carlo Rambelli, ora un giovane medico, è inviato dal Ministero della sanità nella zona di cui è originario per indagare sulla denuncia del medico provinciale, Mario Pivato, su un'epidemia di malaria in corso. Appena giunto nel paese di Spinaro, apprende che il dottor Pivato è stato trovato morto in una zona isolata di cui era andato a verificare la situazione sanitaria, probabilmente aggredito da un animale feroce di cui ha i segni delle zanne sul collo. Le autorità, come il maresciallo Righi dei Carabinieri e il capomanipolo locale Oreste Bellenghi, incolpano inizialmente il cane dell'anziano cacciatore Manlio Corzani, che viene abbattuto, ma gli abitanti del posto temono che si sia rifatta viva la Borda, una strega malvagia che viene raffigurata con i denti acuminati e che ha il potere di diffondere la malaria; avrebbe colpito il medico in quanto non credeva al suo potere. Il parere del medico condotto di Spinaro, il dottor Bonini, è che il suo collega abbia ingigantito la situazione della malaria per dimostrare la necessità della sua presenza in loco, giacché temeva di essere rimosso dalla carica. Carlo nota comunque delle irregolarità nel modo in cui viene condotta la lotta antimalarica nella zona, come un'insufficiente distribuzione del chinino o il fatto che tale incarico sia stato dato al conte Ruggeri di Ravenna, ingegnere idraulico, latifondista e capo dei fascisti della provincia. 
Il giorno successivo anche Bonini viene trovato cadavere, con gli stessi segni sul collo di Pivato, che Rambelli attribuisce a un orso o un altro carnivoro. Egli aveva con sé una borsa piena di chinino e viene accusato di averne fatto contrabbando. La giovane Elsa Corzani, nipote di Manlio e già donna di servizio del dottor Bonini, confida a Carlo di credere che sia colpa della Borda; il giovane medico si rende conto di quanto la credenza sia radicata quando vede, nella chiesa di Spinaro, il mascherone che raffigura quella creatura assieme alle immagini sacre. Il parroco, con cui Carlo ha un confronto al riguardo, prima difende la presenza del feticcio, ma nella predica della domenica successiva gli si scaglia contro, arrivando a gettare la scultura in un canale. L'indomani, il prete viene trovato morto nello stesso posto, con i segni delle zanne sul collo, mentre l'immagine della Borda è tornata al suo posto in chiesa.
Frattanto anche Carlo si ammala ed è assistito da Elsa, che lo cura con i rimedi della medicina popolare preparati da Ubalda, una vecchia fattucchiera che vive nella palude ed è la sua prozia. A lei Elsa chiede anche un filtro d'amore con cui legare a sé Carlo, che spera che la porti via da Spinaro togliendola dalle attenzioni di Bellenghi.
Una volta guarito, Carlo trova in una casa abbandonata una fotografia che lo ritrae da bambino e, riconoscendosi per la cicatrice che porta sulla fronte, apprende di essere figlio di una maestra di scuola del paese che era morta durante la precedente epidemia di malaria, che aveva fatto strage di bambini.
Nel cimitero Carlo nota che le loro tombe recano stranamente tutte le stesse date di morte, e che le casse, che disseppellisce tra le proteste del becchino, sono vuote. Ipotizza allora che siano stati sacrificati alla Borda per far cessare l'epidemia. 
Seguendo gli uomini di Bellenghi, che hanno catturato la vecchia Ubalda per presentarla come l'assassina, scopre che sono stati loro gli autori degli omicidii per mezzo di un morso d'orso montato su una tagliola; affronta allora il capo della Milizia chiedendo che lo aiuti per lo meno ad impedire che si verifichino nuove  strage di bambini; sospetta infatti che si prepari un nuovo sacrificio umano per placare la Borda, e patrocinatore di questo è, in buona fede, il vecchio Corzani.
Grazie all'intervento dei Carabinieri, il fatto viene sventato. Bellenghi confessa di aver agito su istigazione del conte Ruggeri, che non voleva avere grane per le denunce di Pivato, e aveva per questo strumentalizzato la paura della Borda. Al momento dell'arresto nel suo sontuoso palazzo, il nobiluomo si suicida.
Carlo torna a Roma e presenta Elsa ai propri genitori, deciso a farne la propria sposa.

## Riprese
La miniserie è stata girata nelle Valli di Comacchio e nella Corte Castiglioni di Casatico per rappresentare il paese di Spinaro.